# Mădălina Manole
Mădălina Manole, all'anagrafe Magdalena-Anca Manole (Vălenii de Munte, 14 luglio 1967 – Otopeni, 14 luglio 2010), è stata una cantante e compositrice rumena.

## Biografia
Magdalena-Anca Manole nacque il 14 luglio 1967 a Vălenii de Munte in Romania, ereditando la passione per la musica dalla madre, cantante di musica popolare.
Ancor bambina, imparò a suonare la chitarra da Ana Tetelea Ionescu, una cantante di musica folk di Ploiești. A quindici anni diventò membra del Cenacolo della Gioventù, guidato all'epoca dal poeta Lucian Avramescu, pur continuando gli studi presso il Liceo di Chimica di Ploiesti. Dopo il liceo terminò il corso presso la Scuola per controllori del traffico aereo di Baneasa, lavorando successivamente in questo settore per 4 anni.
Ancora adolescente, volendosi affermare nel campo musicale, formò insieme a Stefania Ghita, il duetto Alfa e Beta, partecipando a diversi spettacoli del Cenacolo Fiamma. Fra il 1982 e il 1985, la cantante segue i corsi della Scuola Popolare d'Arte.
Sul finire del 1980 Dan Stefanica le affidò il pezzo " Per noi non può esserci un altro cielo", facente parte della colonna sonora del film "Nelu", con la regia di Dorin Doroftei, occasione in cui Madalina Manole interpretò il suo primo ruolo in un film.

## Discografia
- 1991 - Fată dragă (Electrecord)
- 1993 - Ei, și ce? (Electrecord)
- 1994 - Happy New Year (Electrecord)
- 1995 - The best of Mădălina Manole (Electrecord)
- 1996 - Trăiesc pentru tine (Roton Music)
- 1997 - Lină, lină Mădălină (Zone Records Polygram)
- 1998 - Cântă cu mine (Zone Records Polygram)
- 2000 - Dulce de tot (Nova Music Entertainment BMG)
- 2003 - A fost (va fi) iubire (CD Press)
- 2010 - 09 Mădălina Manole (MediaPro Music)
- 2010 - Dulce de tot (Nova Music Entertainment BMG) distribuito con il quotidiano Libertatea del 19 luglio 2010